# Rakel Linnanheimo
Rakel Linnanheimo (16 de mayo de 1908 – 11 de abril de 2004) fue una modelo, maquilladora y actriz cinematográfica finlandesa.

## Biografía
Su nombre completo era Lyyli Rakel Linnanheimo, y nació en Turku, Finlandia, siendo la segunda más joven de los siete hijos de Johan (Juho) Gustaf Linnanheimo y Aksa Johanna Grönlund. Fueron también actrices sus hermanas Regina Linnanheimo, Ragnhild Peitsalo y Elli Ylimaa.
En sus comienzos trabajó como ayudante en el Teatro de Víborg Viipurin Näyttämö, pero la vocación cinematográfica le hizo conocer al director Valentin Vaala en 1930.
El papel cinematográfico más importante de Rakel Linnanheimo fue el que interpretó en la película de Teuvo Tulio Laulu tulipunaisesta kukasta (1938). El protagonista masculino era Kaarlo Oksanen, su marido, con el que estuvo casada un breve tiempo, ya que él falleció en la Guerra de continuación en 1941. Tras la muerte de Oksanen, Linnanheimo se casó con el actor Rauli Tuomi, que se suicidó en 1949.
Linnanheimo fue una actriz de reparto y maquilladora, destacando de entre sus películas Vaimoke (1936), Nuorena nukkunut (1937), Aktivistit (1939) y Varaventtiili (1942). Hizo su última actuación para la pantalla en Silmät hämärässä (1952).
En la década de 1950 Linnanheimo dejó el cine y pasó a trabajar en una oficina de Merikiito Oy, ocupándose además en la corrección de traducciones de textos. En sus años de jubilación, ella y su hermana Regina viajaron con frecuencia al extranjero, siendo Italia su destino favorito. Las dos hermanas pasaban los veranos en una villa en Pornainen, propiedad familiar desde 1918.
Rakel Linnanheimo falleció en el año 2004 en Helsinki, Finlandia, a los 95 años de edad. Fue enterrada en la tumba de la familia Linnanheimo en Pornais.

## Filmografía como actriz
- 1931 : Jääkärin morsian
- 1933 : Sininen varjo
- 1935 : Kun isä tahtoo...
- 1936 : VMV 6
- 1936 : Vaimoke
- 1937 : Nuorena nukkunut
- 1938 : Laulu tulipunaisesta kukasta
- 1939 : Aktivistit
- 1939 : Punahousut
- 1940 : Poikani pääkonsuli
- 1941 : Ryhmy ja Romppainen
- 1941 : Antreas ja syntinen Jolanda
- 1942 : Varaventtiili
- 1943 : Neiti Tuittupää
- 1952 : Silmät hämärässä